# Alex Douglas
Alex Raymond Douglas, född 17 augusti 2001, är en svensk fotbollsspelare som spelar för polska Lech Poznań.

## Klubbkarriär
Douglas moderklubb är IF Brommapojkarna. Som 14-åring gick han till Hammarby IF.  I augusti 2019 gick Douglas till spanska San Roque de Lepe. Han spelade två matcher för klubben i Tercera División.
I april 2020 återvände Douglas till Sverige och skrev på för division 2-klubben FC Stockholm. Han spelade 10 ligamatcher för klubben. Följande år spelade Douglas 20 matcher för Hammarby TFF i Ettan Norra 2021.
I mars 2022 värvades Douglas av Västerås SK, där han skrev på ett treårskontrakt. Douglas gjorde sin Superettan-debut den 25 april 2022 i en 1–1-match mot Östers IF, där han blev inbytt på övertid mot Pedro Ribeiro. Första halvan av säsongen blev det inte mycket speltid för Douglas som dock tog en ordinarie plats under andra halvan och totalt spelade 20 matcher i Superettan 2022. Följande år fortsatte han som ordinarie i startelvan och spelade 29 matcher i Superettan 2023 då Västerås SK vann serien och blev uppflyttade till Allsvenskan. I premiäromgången av Allsvenskan 2024, den 1 april, gjorde Douglas allsvensk debut i en 1–0-förlust mot AIK.
I juli 2024 värvades Douglas av polska Lech Poznań, där han skrev på ett treårskontrakt.

## Landslagskarriär
I augusti 2024 togs Douglas för första gången i ut till Sveriges herrlandslag i fotboll och debuterade den 5 september mot Azerbajdzjan i Nations League.